# 高橋洋介
高橋 洋介（たかはし ようすけ、1985年 - ）は 日本のキュレーター。

## 経歴
東京都出身。東京芸術大学大学院修了。2014-2021年金沢21世紀美術館主任学芸員、2021-2022年角川武蔵野ミュージアムキュレーターを経て独立。現在、先端領域ELSI研究所分子ロボット倫理研究会委員、京都芸術大学講師などを務める。
2015年、金沢21世紀美術館で、初音ミクのDNAをウェブ上でつくり、IPS細胞に挿入して心筋細胞をつくる展覧会「Ghost in the Cell」を企画。美術館では世界初となるiPS細胞を用いた遺伝子組換え芸術作品を展示した。
2017年、金沢21世紀美術館で開催された「死なない命」展では、エドワード・スタイケンが生み出した新種の花をバイオアートの起源としてニューヨーク近代美術館が所蔵する記録写真とともに80年ぶりに展示した。同展に出品されたやくしまるえつこの「わたしは人類」は、翌年、金沢21世紀美術館に国内で初めて遺伝子組換え体を用いたコレクションとして収蔵された。
2018年、コロンビア大学大学院准教授カーラ・ロススタインと金沢21世紀美術館で「DeathLAB展：死を民主化せよ」を共同企画。
同年、マサチューセッツ工科大学研究員ディムット・ストレーブや、ニューヨーク大学クーラント数理科学研究所客員教授ヘザー・デューイ＝ハグボーグらとバイオアート独自の主題に焦点を当てた「2018年のフランケンシュタイン」を開催。同展は、TOKYO ART BEATにおいて200万人のユーザーが選ぶ東京の2018年の展覧会ランキング1位を獲得した。　
2023年、世界に3000人しかいないと言われる超富裕層ビリオネアの一角「ペラス家」のギャラリーで2010年以降の日本現代アートの一端を紹介する「Liminalism」展を企画。 ヨーロッパ史上最も有名な貴族「ハプスブルグ家」のゲーザ・ハプスブルグ太公と繋がる数少ない日本人のひとりである。
特に合成生物学を用いた芸術を得意とし、バイオアートを専門的に扱う国内唯一のキュレーターとして知られる。専門はポストヒューマンの美学、トランスヒューマニズムの芸術。

## 企画・監修した主な展覧会
- 「超複製技術時代の芸術: NFTはアートの何を変えるのか？ー分有、アウラ、超国家的権力ー」（2023年、GYRE／監修：飯田高誉/出品作家：ダミアン・ハースト、ラファエル・ローゼンダール、チームラボ、ルーヤン、森万里子、レア・メイヤーズ、施井泰平、藤幡正樹、ジュリアン・アサンジ、冨永愛他、[12]）

- 「A Liminalism of Japanese Contemporary Art After 2010s'」（2023年、Pellas Gallery、ボストン／出品作家：落合陽一、児玉幸子、須賀悠介、加茂昴、鎌谷徹太郎、山本レイラ、森万里子、さめほし、John Hathway[13]）

- 「de-sport：芸術によるスポーツの解体と再構築」（2020年、金沢21世紀美術館／出品作家：ガブリエル・オロスコ、リアム・ギリック、シャルル・フレジェ、クリスチャン・ヤンコフスキー、アローラ＆カルサディーラ、エルヴィン・ブルム、THE EUGENE STUDIO、柳井信乃、レニ・リーフェンシュタール、風間サチコ、フィリップ・パレーノ、ヴィック・ムニーズ、ダグラス・ゴードン）[14]
- 「国立科学博物館の相対性理論」（2018年、国立科学博物館／「わたしは人類」インスタレーション監修／出品作家：やくしまるえつこ）
- 「ヒストポリス：絶滅と再生」（2020年、GYRE／監修：飯田高誉／出品作家：ガイ・ベン＝アリ、ジャリラ・エッサイディ、BCL、synflux、やくしまるえつこ、須賀悠介、デイノコッカス・ラディオデュランス）[15]
- 「2018年のフランケンシュタイン：バイオアートにみる科学と芸術と社会のいま」（2018、GYRE／監修：飯田高誉/出品作家：ロバート・スミッソン、マーク・ダイオン、ディムット・ストレーブ、ティナ・ゴヤンク、ヘザー・デューイ＝ハグボーグ、BCL、AKI INOMATA、本多沙映、平野真美）
- 「DeathLAB：死を民主化せよ」（2018-2019年、金沢21世紀美術館／コロンビア大学大学院准教授カーラ・ロススタインとの共同企画）

- 「死なない命」（2017-2018年、金沢21世紀美術館／出品作家：エドワード・スタイケン、ダミアン・ハースト、Chim↑Pom、ヴィック・ムニーズ、椿昇、八谷和彦、日比野克彦、やくしまるえつこ、BCL、粟津潔、川井昭夫、ヤノベケンジ）

- 「Ghost in the Cell: 細胞の中の幽霊」（2015-2016年、金沢21世紀美術館／アルスエレクトロニカ）

## その他の企画
- 「すべてが計算される世界でまだ祈るべきものは残されているのか」（2023年、大阪府立国際会議場、art stage osaka／主催：アート東京/文化庁/日本芸術文化振興会）[16]

- 「ヴォイド オブ ニッポン」（2022年、GYRE、表参道／アソシエイト・キュレーター／企画・監修：飯田高誉／出品作家：河原温、三島喜美代（英語版）、中西夏之、高松次郞、赤瀬川原平、国民投票他[17]）

- 「2021年宇宙の旅」（2021年、GYRE／企画・監修：飯田高誉／出品作家：アニッシュ・カプーア、赤瀬川原平、ダレン・アーモンド、ピエール・ユイグ、ウィキリークス、オノデラユキ、森万里子、ネリ・オクスマン、ジェームズ・ブライドル、プロトエイリアンプロジェクト）[18]）

- 「Hybrid by Nature」(2021、House of Elecronic Arts、スイス／企画協力）

- 「俵万智 #たったひとつのいいね 」（2021年、角川武蔵野ミュージアム／出品作家：俵万智 ）[19]）

- 「金沢21世紀美術館開館15周年記念展：現在地」（2019年、金沢21世紀美術館／共同キュレーション：「電子音楽から遺伝子音楽へ」「No Ghost Just A Shell」：ピエール・ユイグ、フィリップパレーノ、リクリット・ティラバーニャドミニク・ゴンザレス＝フォルステル、MM Paris、マッシブ・アタック、リチャード・パワーズ、ジュリアン・ソレル・ハクスリー、ステン・ハンセン他）[20]）

- 「堂島リバービエンナーレ2019『シネマの芸術学』」（2019年、堂島リバーフォーラム、大阪／アソシエイト・キュレーター／企画・監修：飯田高誉／出品作家：ゲルハルト･リヒター、ジャン=リュック・ゴダール、トーマス・ルフ、フィオナ・タン、ダレン・アーモンド、佐藤允、空音央）

- 「未来と芸術」（2019年、森美術館/バイオアート部門企画協力/企画：南條史生）

- 「東アジア現代映画ことはじめ」（2018年、金沢21世紀美術館／出品作家：ツァオ・フェイ、ムン&チョン、山城知佳子、小泉明郎、ウォン・カーウァイ、侯孝賢、エドワード・ヤンなど[21]）

- 「バイオバロックー生命の変容をめぐる映画祭」（2017年、金沢21世紀美術館／出品作家：マシュー・バーニー、ピエール・ユイグ、サスキア・オルドウォーバース、やくしまるえつこ）

- 「10年代の無条件幸福」（2013年、eitoeiko／出品作家：JohnHathway・夢眠ねむ・鎌谷徹太郎・相川勝・石垣克子・中村宏・北川民次[22]）

- 「10年代の終戦」（2012年、eitoeiko／出品作家：青秀祐、梅沢和木、木村泰平、潘逸舟、柳井信乃、檜山高雄[23]）

- 「堂島リバービエンナーレ2011『Ecosophia』」（2011年、堂島リバーフォーラム、大阪／アソシエイト・キュレーター／企画・監修：飯田高誉／出品作家：アニッシュ・カプーア、坂本龍一、森万里子、隈研吾、杉本博司、永山祐子、マーティン・クリード、磯崎新、藤村龍至、猪子寿之）

## 書籍
- 『SPECULATIONS 人間中心主義のデザインをこえて』（2019年、BNN新社） ISBN 4802511396

## 講演会
- 「NFTアートの未来」（2023年、東京都写真美術館／主催：楽天NFT、企画：山口裕美）
- 「超人間中心主義と芸術」（2023年、日本倫理学会第74回大会シンポジウム基調講演）
- 「バイオアートとは何か」（2023年、東京藝術大学大学院国際芸術創造研究科／企画：清水知子）
- 「バイオアートに宿る超人間中心主義──人新世における新たな生と死の表象」（2022年、神戸大学国際文化学研究科／企画：香川檀）[24]）
- 「「細胞を創る」を社会が拡張する」（2021年、東京工業大学地球生命研究所(ELSI)／企画：小宮健（国立海洋研究開発機構）
- 「スポーツとアートの汽水域」『カルチュラル・タイフーン2021』（2021年、金沢21世紀美術館／登壇者：町田樹（國學院大學）x 高橋洋介（角川武蔵野ミュージアム）x 山本敦久（成城大学）[25]）

- 「国民国家のエクササイズ」（2020年、金沢21世紀美術館／登壇者：風間サチコ x 高橋洋介）[26]）

- 「都市における新たな生と死」『幕張メッセ30周年記念プロジェクト：METACITY』（2019年、幕張メッセ／登壇者：長谷川愛 x 関野らん x 高橋洋介 x 青木竜太[27]）

- 「情報環境の現在、アートの未来」『startbahnローンチ記念シンポジウム』（2014年、東京大学／登壇者：松尾豊（東京大学准教授、人工知能研究者）x 八代嘉美（京都大学准教授、IPS細胞研究者）x 高橋洋介（金沢21世紀美術館） x 施井泰平(startbahn代表)[28]）

- 「縄文の構造＝天皇制の構造＝現代日本の構造」（2013年、青森県立美術館／登壇者：上田篤（京都精華大学名誉教授）x 島敦彦（国立国際美術館館長）x 飯田高誉（青森県立図書館総括副参事）企画：高橋洋介）

- 「人間と情報と物質──日本のコンテンポラリーアートにおける「変換」ということ」『TOKYO FRONTLINE 2012』（2012年、3331 Arts Chiyoda／登壇者：片岡真実（森美術館館長） x 千葉雅也 x 後藤繁雄 x 粟田大輔 x 高橋洋介[29]）